# Latifa az-Zayyat
Latifa az-Zayyat, auch Latifa al-Sajjat oder al-Zayyat (arabisch لطيفة الزيات, DMG Laṭīfa az-Zayyāt; * 8. August 1923 in Damietta, Dumyat; † 11. September 1996 in Kairo) war eine arabische Schriftstellerin.
Sie ist eine der markantesten Frauenfiguren in der zweiten Hälfte des zwanzigsten Jahrhunderts. Sie war Feministin, politische Aktivistin, Professorin an der Ain-Schams-Universität und Schriftstellerin. Der Kampf gegen verkrustete gesellschaftliche Strukturen, repressive politische Herrschaft und den alles durchdringenden Einfluss kolonialistischer Machtausübung bestimmten diesen Lebensweg.
Ihr Hauptwerk, der Roman „Das offene Tor“, erschien 1960 und wurde später verfilmt. Neben ihrer Autobiographie, „Durchsuchungen“ (1992), die sie vier Jahre vor ihrem Tod veröffentlichen ließ, hinterließ sie weitere Romane und zahlreiche Kurzgeschichten.
| Personendaten    | Personendaten              |
| ---------------- | -------------------------- |
| NAME             | Zayyat, Latifa az-         |
| ALTERNATIVNAMEN  | Sajjat, Latifa al-         |
| KURZBESCHREIBUNG | arabische Schriftstellerin |
| GEBURTSDATUM     | 8. August 1923             |
| GEBURTSORT       | Damietta (Dumyat)          |
| STERBEDATUM      | 11. September 1996         |
| STERBEORT        | Kairo                      |